# Georges Bodet
 (novembre 2018).
Georges Bodet, né le 20 avril 1928 à Orléans (Loiret) et mort le 23 juillet 2016 à Angers (Maine-et-Loire), est un professeur agrégé, chef d'établissement scolaire et historien local. Il préside ECA3 (Échanges Culturels Angevins, Université du 3ème âge d'Angers) et coordonne la rédaction de plusieurs ouvrages régionalistes sur l'Anjou.

## Biographie

### Famille et Études
Son père, Valentin Bodet, est né le 1er mars 1889 à Champtocé-sur-Loire (Maine-et-Loire). Mobilisé comme brancardier lors de la première guerre mondiale, il se voit attribuer la Croix de guerre 1914-1918 (France) et la Médaille militaire, mais en revient avec une infirmité. D'abord cabaretier, il devient cantinier au 30ème régiment d'artillerie basé à Orléans (Loiret).
Sa mère, Eugénie Delanoue, est née le 22 avril 1892 à Saint-Georges-sur-Loire (Maine-et-Loire). Elle exerce la profession de couturière.
Georges Bodet commence ses études primaires à Orléans, puis à l'école Condorcet à Angers (Maine-et-Loire). Il poursuit le secondaire au Lycée David-d'Angers et obtient son baccalauréat B (Philosophie) en 1947. Inscrit à la Faculté de Rennes, il décroche en 1950 un Certificat d’études supérieures en géographie générale et régionale, puis en histoire ancienne et moderne. Il valide en 1951 une licence ès lettres.
Il épouse, le 9 juillet 1951 à Brest (Finistère), Marie-Jeanne Merdy, née le 30 août 1929 à Landivisiau (Finistère). Elle est professeure d'enseignement général de collège, en français et histoire-géographie. Ensemble, ils ont six enfants (Françoise, Mariannick, Dominique, Isabelle, Claire et Luc).

### Carrière

#### Enseignement
Georges Bodet commence sa carrière comme surveillant d'internat au Lycée de l'Harteloire à Brest (Finistère). De 1952 à 1959, il est nommé professeur d'histoire-géographie puis surveillant général au Lycée d'Aumale à Constantine (Algérie époque française). De 1959 à 1963, il intègre le Prytanée national militaire de La Flèche (Sarthe). De 1963 à 1966, il repart comme coopérant technique et prend le provisorat du Lycée Saint-Augustin d'Annaba (Algérie). De 1966 à 1980, il est nommé censeur des études au Lycée Chevrollier à Angers (Maine-et-Loire). De 1980 à 1989, il finit sa carrière au poste de proviseur adjoint au Lycée Hoche à Versailles (Yvelines).

#### Académique
Il préside l'association loi de 1901 ECA3 (Échanges Culturels Angevins, Université du 3ème âge d'Angers), ou Université angevine du temps libre, de 1999 à 2005. À cette occasion, il dirige un groupe de recherche sur l'histoire régionale de l'Anjou et chapeaute plusieurs ouvrages collaboratifs qui feront référence. 
En 2018, le travail de recherche sur les monuments aux morts de l'Anjou réalisé en 1998 par les membres de l'Université angevine du Temps Libre sous sa direction, est repris et développé par les archives départementales de Maine-et-Loire. Un nouvel ouvrage, intitulé Mémoires de Pierre. Les monuments aux morts de la Première Guerre mondiale en Maine-et-Loire, voit le jour.

## Publications

### Direction d'ouvrages
- Georges Bodet (dir.), Miroirs de l'histoire. Les monuments aux morts de l'Anjou, 2 tomes, Echanges Culturels Angevins 3, 1998
- Georges Bodet (dir.), À hue et À dia. Histoire des relais et routes de poste en Anjou (XVIe siècle -XIXe siècle), Anjou, Cheminements, 2005, 270 p.
- Georges Bodet (dir.), Femmes d'Anjou, sortez de l'ombre. Du Moyen Âge à nos jours, Anjou, Éditions du Petit Pavé, 2009, 327 p.

### Article de revue
- Georges Bodet, Les Éclaireurs de France à Angers (1913-1914), Anjou, Archives d'Anjou, 2003 (lire en ligne), p. 224-238

## Distinctions
- Chevalier de l'ordre des Palmes académiques 26 juillet 1968,
- Officier de l'ordre des Palmes académiques 22 août 1977,
- Médaille de la jeunesse, des sports et de l'engagement associatif, bronze 14 juillet 1977.